# 柳橋博之
柳橋 博之（やなぎはし ひろゆき、1958年 - ）は、日本のイスラム法学者、東京大学名誉教授。

## 人物・来歴
千葉県生まれ。1980年東京大学文学部東洋史学科卒業、1988年同大学院人文科学研究科博士課程単位取得退学。東北大学大学院国際文化研究科助教授、1997年東京大学文学部イスラム学科助教授、2007年准教授、2010年教授。2023年退任、名誉教授。

## 著書
- 『イスラーム財産法の成立と変容』創文社, 1998.2
- 『イスラーム家族法 婚姻・親子・親族』創文社, 2001.2
- 『イスラーム財産法』東京大学出版会, 2012.1

### 共編著
- 『宗教の倫理学』(現代社会の倫理を考える）関根清三編, 菅野覚明共著. 丸善, 2003.12
- 『現代ムスリム家族法』編著. 日本加除出版, 2005.2
- 『イスラーム知の遺産』編. 東京大学出版会, 2014.2

## 論文
- <柳橋博之